# Martin Andersson (Fußballspieler, 1982)
Martin Andersson (* 9. Mai 1982) ist ein schwedischer Fußballspieler. Der Mittelfeldspieler bestritt in seiner bisherigen Karriere über hundert Spiele im schwedischen Profifußball.

## Werdegang
Andersson entstammt der Jugend des Enköpings SK. Für den Klub kam er ab der Spielzeit 2001 in der zweitklassigen Superettan zum Einsatz. In seinen ersten Jahren bei der Wettkampfmannschaft war er Ergänzungsspieler, der in der Regel als Einwechselspieler zum Zug kam. Mit zwanzig Spieleinsätzen – davon zwei in der Startelf – wirkte er am Aufstieg des Klubs in die Allsvenskan mit. In der ersten Liga lief er in 14 Partien auf, stieg mit der Mannschaft aber direkt wieder ab. In der anschließenden Zweitliga-Spielzeit 2004 erarbeitete er sich einen Stammplatz im Mittelfeld. Am Saisonende belegte er mit der Mannschaft jedoch einen Abstiegsplatz, blieb dem Klub jedoch in der dritten Liga treu. Zwar gewann er mit der Mannschaft seine Drittligastaffel, in der anschließenden Aufstiegsrunde scheiterte sie am Umeå FC. Damit war der Verein jedoch für die neue zweigleisige Division 1 qualifiziert, deren Nordstaffel der Klub knapp vor dem IK Sirius als Staffelsieger beendete. In zwanzig Ligaeinsätzen in der Spielzeit 2007 wirkte er am Klassenerhalt des Aufsteigers mit.
Im Herbst 2007 kündigte Andersson jedoch seinen Abschied an und wechselte mit Wirkung zum 1. Januar 2008 zum Stockholmer Klub Djurgårdens IF in die Allsvenskan. Nach einem guten Saisonstart verletzte er sich im Sommer und fiel längerfristig aus. Erst im Oktober kehrte er auf den Platz zurück, bestritt aber kein weiteres Pflichtspiel. In der Spielzeit 2009 gehörte er nur zu den Ergänzungsspielern und bestritt bis zum Sommer lediglich drei Ligaspiele. Daher verließ er im Juli den Klub auf Leihbasis in Richtung Vasalunds IF. Bis zum Ende der Zweitliga-Spielzeit 2009 war er hier Stammkraft, verpasste als Tabellenletzter mit dem Klub jedoch den Klassenerhalt. Anschließend kehrte er zu Djurgårdens IF zurück, war aber erneut verletzt. Nachdem er den kompletten Saisonverlauf verpasst hatte, wurde sein zum Saisonende auslaufender Kontrakt nicht verlängert. In der Folge war er ohne Verein.